# 姆瓦伊·齐贝吉
埃米利奥·姆瓦伊·齐贝吉（Emilio Mwai Kibaki；1931年11月15日—2022年4月21日），肯尼亚政治人物，肯尼亚全国彩虹同盟成员，曾任肯尼亚财政部长、卫生部长、肯尼亚副总统，2002年12月28日至2013年4月9日任肯尼亚总统。

## 教育
齐贝吉畢業於烏干達马凯雷雷大学，攻讀經濟學、政治學和歷史。畢業後，他遠赴英國進修，在倫敦政治經濟學院修讀公共財政。然後回國在马凯雷雷大學擔任經濟系教授。

## 政治
他在1978－1988擔任肯尼亚副總統，曾任财政部长、卫生部长，后由政見不和與丹尼尔·阿拉普·莫伊不和，被罷黜，他其後成為反對派成員之一。
2002年總統選舉，他領導反對派肯尼亚全国彩虹同盟在大選中獲勝，擊敗執政黨候選人乌胡鲁·肯雅塔，結束肯尼亚非洲民族联盟長達四十年的執政。 